# جورامي عسلي

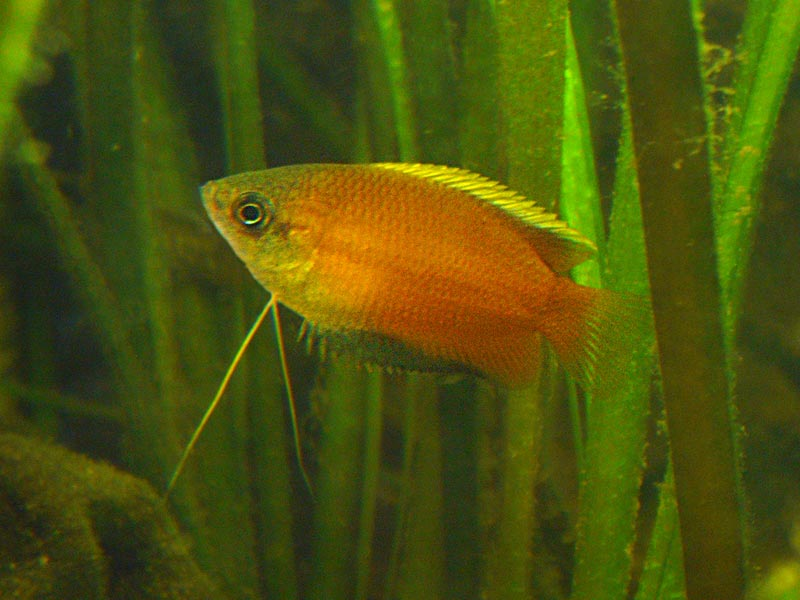
هاني جرامي

جورامي عسلي (باللاتينية: Trichogaster chuna)، (بالإنجليزية: Honey Gourami) زعنفتا البطن متحورتان إلى خيطين رفيعين تتخدمهما في اللمس والتعرف، وألوان الانثى ليست منتظمة كالذكر وبها خط بني غامق يبدأ من خلف الخياشيم حتى الذيل وجسمها أصفر رملي أما الذكر فلونه أحمر برتقالي زاهي خاصة عند التفريخ، وزعنفة الظهر صفراء كالذهب والجزء السفلي من العين والفم والبطن أزرق باذنجاني.